# Дольники (крестьяне)
До́льники — категория крестьян, платившая землевладельцу-феодалу определённую долю урожая своего хозяйства.

## Общие сведения
Дольники, это категория зависимого сельского населения Киевской Руси, которое вело самостоятельное хозяйство и платило своему землевладельцу-феодалу натуральные и денежные налоги.

## История
Дольники, как категория крестьян, были известны на Руси, начиная с XII века, а в XIV—XV веках встречаются преимущественно в Великом Новгороде.

## Размер платежей дольников
Платежи дольников составляли чётко установленную часть доходов хозяйства, называемую «судьбой». Её размер зависел от уровня развития феодальных отношений и сопротивления крестьян. Иногда натуральная рента достигала такого размера (до 2/3 урожая), что крестьянин вынужден был отдавать не только дополнительный, но и необходимый ему для выживания продукт. Это приводило к деградации сельского хозяйства и экономическому упадку. Обычной нормой ренты была половина урожая. С этим связано возникновение названия половники.

## Возможность разрыва зависимости
Дольники могли разорвать свою зависимость только в случае полного погашения денежных средств за используемое имущество землевладельца, в частности, за тягловую скотину, инвентарь, надел земли, а также осуществив все установленные рентные платежи.